# Asienspiele 2018/Synchronschwimmen
Bei den Asienspielen 2018 in Jakarta, Indonesien, wurden vom 27. bis 29. August 2018 insgesamt zwei Wettbewerbe im Synchronschwimmen ausgetragen, einer im Duett und einer in der Gruppe.
Das Duett fand vom 27. bis 28. August statt, die Gruppenkonkurrenz am 29. August. In beiden gewannen die chinesischen Starterinnen, gefolgt von den Mannschaften Japans. Bronze ging jeweils an Kasachstan im Duett und an Nordkorea in der Gruppe.

## Ergebnisse

### Duett
| Platz | Land       | Athletinnen                            |
| ----- | ---------- | -------------------------------------- |
| 1     | China      | Jiang Tingting Jiang Wenwen            |
| 2     | Japan      | Yukiko Inui Megumu Yoshida             |
| 3     | Kasachstan | Alexandra Nemitsch Jekaterina Nemitsch |

Der Wettbewerb wurde am 27. und 28. August ausgetragen.

### Mannschaft
| Platz | Land      | Athletinnen |
| ----- | --------- | --- |
| 1     | China     | Chang Hao Feng Yu Guo Li Liang Xinping Wang Liuyi Wang Qianyi Xiao Yanning Yin Chengxin                                   |
| 2     | Japan     | Juka Fukumura Yukiko Inui Moeka Kijima Okina Kyogoku Kei Marumo Kano Omata Mayu Tsukamoto Mashiro Yasunaga Megumu Yoshida |
| 3     | Nordkorea | Cha Ye-gyong Jang Hyon-ok Jong Na-ri Ko Su-rim Min Hae-yon Mun Hye-song Ri Il-sim Ri Sol Yun Yu-jong                      |

Der Wettbewerb wurde am 29. August ausgetragen.

## Medaillenspiegel
| Platz | Land       | Gold | Silber | Bronze | Gesamt |
| ----- | ---------- | ---- | ------ | ------ | ------ |
| 01    | China      | 2    | —      | —      | 2      |
| 02    | Japan      | —    | 2      | —      | 2      |
| 03    | Kasachstan | —    | —      | 1      | 1      |
| 03    | Nordkorea  | —    | —      | 1      | 1      |